# Vallåkra
Vallåkra – miejscowość (tätort) w Szwecji, w regionie administracyjnym (län) Skania, w gminie Helsingborg.
Według danych Szwedzkiego Urzędu Statystycznego liczba ludności wyniosła: 800 (31 grudnia 2015), 862 (31 grudnia 2018) i 832 (31 grudnia 2019).